# Vicente Cutanda y Jarauta
Vicente Cutanda y Jarauta (Madrid, 1804-Madrid, 1866) fue un botánico español, director del Jardín Botánico de Madrid (1846-1866) y catedrático de Organografía y Fisiología Vegetal en esta misma institución (1846-1857). Fue un destacado explorador del centro geográfico español y de la flora madrileña en las sierras de Gredos y Guadarrama. Su hijo Vicente Cutanda Toraya alcanzó renombre como pintor. En 1847 fue elegido miembro de la Real Academia de Ciencias Exactas, Físicas y Naturales.

## Algunas publicaciones
- 1861. Flora compendiada de Madrid y su provincia o descripción sucinta de las plantas vasculares que espontáneamente crecen en este territorio. Ed. Imprenta Nacional Madrid. 759 pp. en línea
- -----, Mariano del Amo y Mora. 1848. Manual de Botánica descriptiva ó resumen de las plantas que se encuentran en las cercanías de Madrid y de las que se cultivan en los jardines de la corte.... 1.156 pp. en línea

- La abreviatura «Cutanda» se emplea para indicar a Vicente Cutanda y Jarauta como autoridad en la descripción y clasificación científica de los vegetales.[3]